# Bruneis voetbalelftal (mannen)
Het Bruneise voetbalelftal is een team van voetballers dat Brunei vertegenwoordigt bij internationale wedstrijden zoals de kwalificatiewedstrijden voor het wereldkampioenschap voetbal, de Aziatisch kampioenschap voetbal en het Zuidoost-Aziatisch kampioenschap voetbal.

## Deelnames aan internationale toernooien

### Wereldkampioenschap
Brunei speelde op 17 februari 1985 zijn eerste kwalificatiewedstrijd voor het wereldkampioenschap voetbal. De wedstrijd werd gespeeld tegen Macau en verloren met 0–2. Ook alle andere wedstrijden in deze poule werden verloren.
| Wereldkampioenschap voetbal overzicht | Wereldkampioenschap voetbal overzicht | Wereldkampioenschap voetbal overzicht | Wereldkampioenschap voetbal overzicht | Wereldkampioenschap voetbal overzicht | Wereldkampioenschap voetbal overzicht | Wereldkampioenschap voetbal overzicht | Wereldkampioenschap voetbal overzicht | Wereldkampioenschap voetbal overzicht |
| Jaar                                  | Ronde                                 | Wed.                                  | W                                     | G                                     | V                                     | DV                                    | DT                                    |                                       |
| ------------------------------------- | ------------------------------------- | ------------------------------------- | ------------------------------------- | ------------------------------------- | ------------------------------------- | ------------------------------------- | ------------------------------------- | ------------------------------------- |
| 1986                                  | Niet gekwalificeerd                   | Niet gekwalificeerd                   | Niet gekwalificeerd                   | Niet gekwalificeerd                   | Niet gekwalificeerd                   | Niet gekwalificeerd                   | Niet gekwalificeerd                   |                                       |
| 1990–1998                             | Geen deelname                         | Geen deelname                         | Geen deelname                         | Geen deelname                         | Geen deelname                         | Geen deelname                         | Geen deelname                         |                                       |
| 2002                                  | Niet gekwalificeerd                   | Niet gekwalificeerd                   | Niet gekwalificeerd                   | Niet gekwalificeerd                   | Niet gekwalificeerd                   | Niet gekwalificeerd                   | Niet gekwalificeerd                   |                                       |
| 2006–2014                             | Geen deelname                         | Geen deelname                         | Geen deelname                         | Geen deelname                         | Geen deelname                         | Geen deelname                         | Geen deelname                         |                                       |
| 2018                                  | Niet gekwalificeerd                   | Niet gekwalificeerd                   | Niet gekwalificeerd                   | Niet gekwalificeerd                   | Niet gekwalificeerd                   | Niet gekwalificeerd                   | Niet gekwalificeerd                   |                                       |
| 2022                                  | Niet gekwalificeerd                   | Niet gekwalificeerd                   | Niet gekwalificeerd                   | Niet gekwalificeerd                   | Niet gekwalificeerd                   | Niet gekwalificeerd                   | Niet gekwalificeerd                   |                                       |
| 2026                                  | Niet gekwalificeerd                   | Niet gekwalificeerd                   | Niet gekwalificeerd                   | Niet gekwalificeerd                   | Niet gekwalificeerd                   | Niet gekwalificeerd                   | Niet gekwalificeerd                   |                                       |

### Aziatisch kampioenschap
| Aziatisch kampioenschap voetbal overzicht | Aziatisch kampioenschap voetbal overzicht | Aziatisch kampioenschap voetbal overzicht | Aziatisch kampioenschap voetbal overzicht | Aziatisch kampioenschap voetbal overzicht | Aziatisch kampioenschap voetbal overzicht | Aziatisch kampioenschap voetbal overzicht | Aziatisch kampioenschap voetbal overzicht | Aziatisch kampioenschap voetbal overzicht |
| Jaar                                      | Ronde                                     | Wed.                                      | W                                         | G                                         | V                                         | DV                                        | DT                                        |                                           |
| ----------------------------------------- | ----------------------------------------- | ----------------------------------------- | ----------------------------------------- | ----------------------------------------- | ----------------------------------------- | ----------------------------------------- | ----------------------------------------- | ----------------------------------------- |
| 1972                                      | Niet gekwalificeerd                       | Niet gekwalificeerd                       | Niet gekwalificeerd                       | Niet gekwalificeerd                       | Niet gekwalificeerd                       | Niet gekwalificeerd                       | Niet gekwalificeerd                       |                                           |
| 1976                                      | Niet gekwalificeerd                       | Niet gekwalificeerd                       | Niet gekwalificeerd                       | Niet gekwalificeerd                       | Niet gekwalificeerd                       | Niet gekwalificeerd                       | Niet gekwalificeerd                       |                                           |
| 1980–1984                                 | Teruggetrokken                            | Teruggetrokken                            | Teruggetrokken                            | Teruggetrokken                            | Teruggetrokken                            | Teruggetrokken                            | Teruggetrokken                            |                                           |
| 1988–1996                                 | Geen deelname                             | Geen deelname                             | Geen deelname                             | Geen deelname                             | Geen deelname                             | Geen deelname                             | Geen deelname                             |                                           |
| 2000                                      | Niet gekwalificeerd                       | Niet gekwalificeerd                       | Niet gekwalificeerd                       | Niet gekwalificeerd                       | Niet gekwalificeerd                       | Niet gekwalificeerd                       | Niet gekwalificeerd                       |                                           |
| 2004                                      | Niet gekwalificeerd                       | Niet gekwalificeerd                       | Niet gekwalificeerd                       | Niet gekwalificeerd                       | Niet gekwalificeerd                       | Niet gekwalificeerd                       | Niet gekwalificeerd                       |                                           |
| 2007                                      | Geen deelname                             | Geen deelname                             | Geen deelname                             | Geen deelname                             | Geen deelname                             | Geen deelname                             | Geen deelname                             |                                           |
| 2011                                      | Niet gekwalificeerd                       | Niet gekwalificeerd                       | Niet gekwalificeerd                       | Niet gekwalificeerd                       | Niet gekwalificeerd                       | Niet gekwalificeerd                       | Niet gekwalificeerd                       |                                           |
| 2015                                      | Teruggetrokken                            | Teruggetrokken                            | Teruggetrokken                            | Teruggetrokken                            | Teruggetrokken                            | Teruggetrokken                            | Teruggetrokken                            |                                           |
| 2019                                      | Niet gekwalificeerd                       | Niet gekwalificeerd                       | Niet gekwalificeerd                       | Niet gekwalificeerd                       | Niet gekwalificeerd                       | Niet gekwalificeerd                       | Niet gekwalificeerd                       |                                           |
| 2023                                      | Niet gekwalificeerd                       | Niet gekwalificeerd                       | Niet gekwalificeerd                       | Niet gekwalificeerd                       | Niet gekwalificeerd                       | Niet gekwalificeerd                       | Niet gekwalificeerd                       |                                           |

### Zuidoost-Aziatisch kampioenschap
| Zuidoost-Aziatisch kampioenschap voetbal overzicht | Zuidoost-Aziatisch kampioenschap voetbal overzicht | Zuidoost-Aziatisch kampioenschap voetbal overzicht | Zuidoost-Aziatisch kampioenschap voetbal overzicht | Zuidoost-Aziatisch kampioenschap voetbal overzicht | Zuidoost-Aziatisch kampioenschap voetbal overzicht | Zuidoost-Aziatisch kampioenschap voetbal overzicht | Zuidoost-Aziatisch kampioenschap voetbal overzicht | Zuidoost-Aziatisch kampioenschap voetbal overzicht |
| Jaar                                               | Ronde                                              | Wed.                                               | W                                                  | G                                                  | V                                                  | DV                                                 | DT                                                 |                                                    |
| -------------------------------------------------- | -------------------------------------------------- | -------------------------------------------------- | -------------------------------------------------- | -------------------------------------------------- | -------------------------------------------------- | -------------------------------------------------- | -------------------------------------------------- | -------------------------------------------------- |
| 1996                                               | Groepsfase                                         | 4                                                  | 1                                                  | 0                                                  | 3                                                  | 1                                                  | 15                                                 |                                                    |
| 1998                                               | Niet gekwalificeerd                                | Niet gekwalificeerd                                | Niet gekwalificeerd                                | Niet gekwalificeerd                                | Niet gekwalificeerd                                | Niet gekwalificeerd                                | Niet gekwalificeerd                                |                                                    |
| 2000                                               | Teruggetrokken                                     | Teruggetrokken                                     | Teruggetrokken                                     | Teruggetrokken                                     | Teruggetrokken                                     | Teruggetrokken                                     | Teruggetrokken                                     |                                                    |
| 2002–2004                                          | Geen deelname                                      | Geen deelname                                      | Geen deelname                                      | Geen deelname                                      | Geen deelname                                      | Geen deelname                                      | Geen deelname                                      |                                                    |
| 2007                                               | Niet gekwalificeerd                                | Niet gekwalificeerd                                | Niet gekwalificeerd                                | Niet gekwalificeerd                                | Niet gekwalificeerd                                | Niet gekwalificeerd                                | Niet gekwalificeerd                                |                                                    |
| 2008                                               | Niet gekwalificeerd                                | Niet gekwalificeerd                                | Niet gekwalificeerd                                | Niet gekwalificeerd                                | Niet gekwalificeerd                                | Niet gekwalificeerd                                | Niet gekwalificeerd                                |                                                    |
| 2010                                               | Geschorst                                          | Geschorst                                          | Geschorst                                          | Geschorst                                          | Geschorst                                          | Geschorst                                          | Geschorst                                          |                                                    |
| 2012                                               | Niet gekwalificeerd                                | Niet gekwalificeerd                                | Niet gekwalificeerd                                | Niet gekwalificeerd                                | Niet gekwalificeerd                                | Niet gekwalificeerd                                | Niet gekwalificeerd                                |                                                    |
| 2014                                               | Niet gekwalificeerd                                | Niet gekwalificeerd                                | Niet gekwalificeerd                                | Niet gekwalificeerd                                | Niet gekwalificeerd                                | Niet gekwalificeerd                                | Niet gekwalificeerd                                |                                                    |
| 2016                                               | Niet gekwalificeerd                                | Niet gekwalificeerd                                | Niet gekwalificeerd                                | Niet gekwalificeerd                                | Niet gekwalificeerd                                | Niet gekwalificeerd                                | Niet gekwalificeerd                                |                                                    |
| 2018                                               | Niet gekwalificeerd                                | Niet gekwalificeerd                                | Niet gekwalificeerd                                | Niet gekwalificeerd                                | Niet gekwalificeerd                                | Niet gekwalificeerd                                | Niet gekwalificeerd                                |                                                    |
| 2020                                               | Teruggetrokken                                     | Teruggetrokken                                     | Teruggetrokken                                     | Teruggetrokken                                     | Teruggetrokken                                     | Teruggetrokken                                     | Teruggetrokken                                     |                                                    |
| 2022                                               | Groepsfase                                         | 4                                                  | 0                                                  | 0                                                  | 4                                                  | 2                                                  | 22                                                 |                                                    |

### AFC Challenge Cup
| AFC Challenge Cup overzicht  | AFC Challenge Cup overzicht | AFC Challenge Cup overzicht | AFC Challenge Cup overzicht | AFC Challenge Cup overzicht | AFC Challenge Cup overzicht | AFC Challenge Cup overzicht | AFC Challenge Cup overzicht | AFC Challenge Cup overzicht |
| Jaar                         | Ronde                       | Wed.                        | W                           | G                           | V                           | DV                          | DT                          |                             |
| ---------------------------- | --------------------------- | --------------------------- | --------------------------- | --------------------------- | --------------------------- | --------------------------- | --------------------------- | --------------------------- |
| 2006                         | Groepsfase                  | 3                           | 1                           | 1                           | 1                           | 2                           | 2                           |                             |
| 2008                         | Niet gekwalificeerd         | Niet gekwalificeerd         | Niet gekwalificeerd         | Niet gekwalificeerd         | Niet gekwalificeerd         | Niet gekwalificeerd         | Niet gekwalificeerd         |                             |
| 2010                         | Niet gekwalificeerd         | Niet gekwalificeerd         | Niet gekwalificeerd         | Niet gekwalificeerd         | Niet gekwalificeerd         | Niet gekwalificeerd         | Niet gekwalificeerd         |                             |
| 2012                         | Geschorst                   | Geschorst                   | Geschorst                   | Geschorst                   | Geschorst                   | Geschorst                   | Geschorst                   |                             |
| 2014                         | Teruggetrokken              | Teruggetrokken              | Teruggetrokken              | Teruggetrokken              | Teruggetrokken              | Teruggetrokken              | Teruggetrokken              |                             |
| AFC Solidarity Cup overzicht |                             |                             |                             |                             |                             |                             |                             |                             |
| Jaar                         | Ronde                       | Wed.                        | W                           | G                           | V                           | DV                          | DT                          |                             |
| 2016                         | Vierde                      | 3                           | 1                           | 0                           | 2                           | 6                           | 6                           |                             |

## FIFA-wereldranglijst[2]
| 1993 | 1994 | 1995 | 1996 | 1997 | 1998 | 1999 | 2000 | 2001 | 2002 | 2003 | 2004 | 2005 | 2006 | 2007 | 2008 | 2009 | 2010 | 2011 | 2012 | 2013 | 2014 | 2015 | 2016 | 2017 | 2018 |
| ---- | ---- | ---- | ---- | ---- | ---- | ---- | ---- | ---- | ---- | ---- | ---- | ---- | ---- | ---- | ---- | ---- | ---- | ---- | ---- | ---- | ---- | ---- | ---- | ---- | ---- |
| 151  | 165  | 167  | 170  | 178  | 183  | 185  | 193  | 189  | 194  | 194  | 199  | 199  | 175  | 188  | 181  | 191  | 197  | 202  | 182  | 190  | 198  | 185  | 190  | 190  | 195  |

NFABD
Bermuda ·
Bhutan ·
Cambodja ·
China ·
Filipijnen ·
Hongkong ·
India ·
Indonesië ·
Japan ·
Jemen ·
Laos ·
Libanon ·
Macau ·
Malediven ·
Maleisië ·
Mongolië ·
Myanmar ·
Nepal ·
Oost-Timor ·
Pakistan ·
Rusland ·
Singapore ·
Sri Lanka ·
Tadzjikistan ·
Taiwan ·
Thailand ·
Vanuatu ·
Verenigde Arabische Emiraten ·
Zuid-Korea